# 北塞勒姆 (紐約州)
北塞勒姆（英語：North Salem）是一個位於美國紐約州西徹斯特縣的鎮。

## 人口
根據2020年美國人口普查的數據，北塞勒姆的面積為59.41平方千米，當中陸地面積為55.35平方千米，而水域面積為4.06平方千米。當地共有人口5243人，而人口密度為每平方千米88人。